# Grande Saline
Grande Saline (em crioulo, Grann Salin), é uma comuna do Haiti, situada no departamento do Artibonite e no arrondissement de Dessalines. De acordo com o censo de 2003, sua população total é de 14.940 habitantes.